# Cantó de Campoloro-Moriani
El cantó de Campoloro-Moriani era una divisió administrativa francesa situat al departament de l'Alta Còrsega i a la Col·lectivitat Territorial de Còrsega. Comptava amb 9 municipis i el cap era Cervione. Va existir de 1973 a 2015.

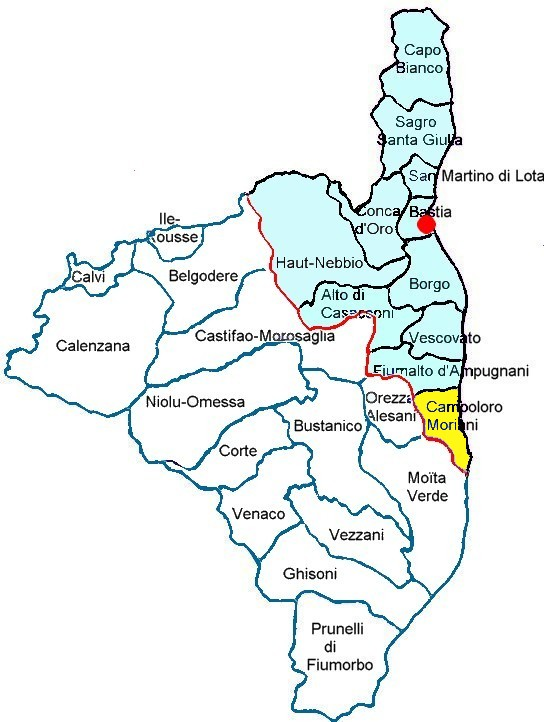
Localització del cantó de Campoloro-Moriani

## Administració
| Període   | Identitat        | Partit           | Qualitat            |
| --------- | ---------------- | ---------------- | ------------------- |
| 2004-2007 | Claude Olivesi   | Corse Démocratie |                     |
| 2007-2013 | Augustin Nicolai | Démocrates       | Alcalde de Cervione |
| 2013-2015 | Henriette Danti  | Démocrates       |                     |

## Composició
| Nom                                                   | Població | Codi Postal | Codi Insee |  |
| ----------------------------------------------------- | -------- | ----------- | ---------- |  |
| Cervione (Cervioni)                                   | 1 452    | 20221       | 2B087      |  |
| Sant'Andrea-di-Cotone (Sant'Andria di Cutone)         | 167      | 20221       | 2B293      |  |
| San-Giovanni-di-Moriani (San Ghjuvà di Muriani)       | 85       | 20230       | 2B302      |  |
| San-Giuliano (San Ghjulianu)                          | 608      | 20230       | 2B303      |  |
| Santa-Lucia-di-Moriani (Santa Lucia di Muriani)       | 1 003    | 20230       | 2B307      |  |
| Santa-Maria-Poggio (Santa Maria poghju)               | 629      | 20221       | 2B311      |  |
| San-Nicolao (San Niculau)                             | 1 316    | 20230       | 2B313      |  |
| Santa-Reparata-di-Moriani (Santa Riparata di Muriani) | 43       | 20230       | 2B317      |  |
| Valle-di-Campoloro (E Valli di U Campuloru)           | 263      | 20221       | 2B335      |  |

## Demografia
| 1962  | 1968  | 1975  | 1982  | 1990  | 1999  |
| ----- | ----- | ----- | ----- | ----- | ----- |
| 2.881 | 3.642 | 3.749 | 4.089 | 4.905 | 5.566 |